# Hennadiy Popovych

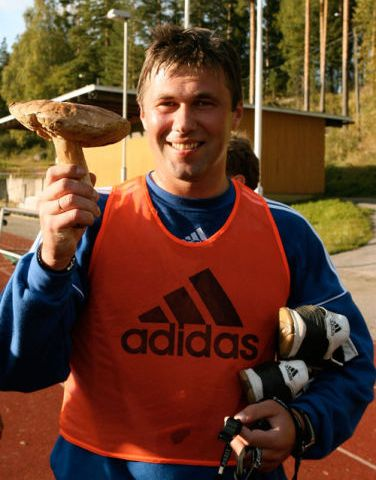
Hennadiy Popovych

Hennadiy Ivanovych Popovych (9 de fevereiro de 1973 - 4 de junho de 2010) foi um futebolista ucraniano.